# Skaftöra
Skaftöra (Arrhenia auriscalpium) är en lavart som först beskrevs av Elias Fries, och fick sitt nu gällande namn av Elias Fries 1849. Enligt Catalogue of Life ingår Skaftöra i släktet Arrhenia,  och familjen Tricholomataceae, men enligt Dyntaxa är tillhörigheten istället släktet Arrhenia,  och familjen trådklubbor. Arten är reproducerande i Sverige. Inga underarter finns listade i Catalogue of Life.